# Остеоінтеграція

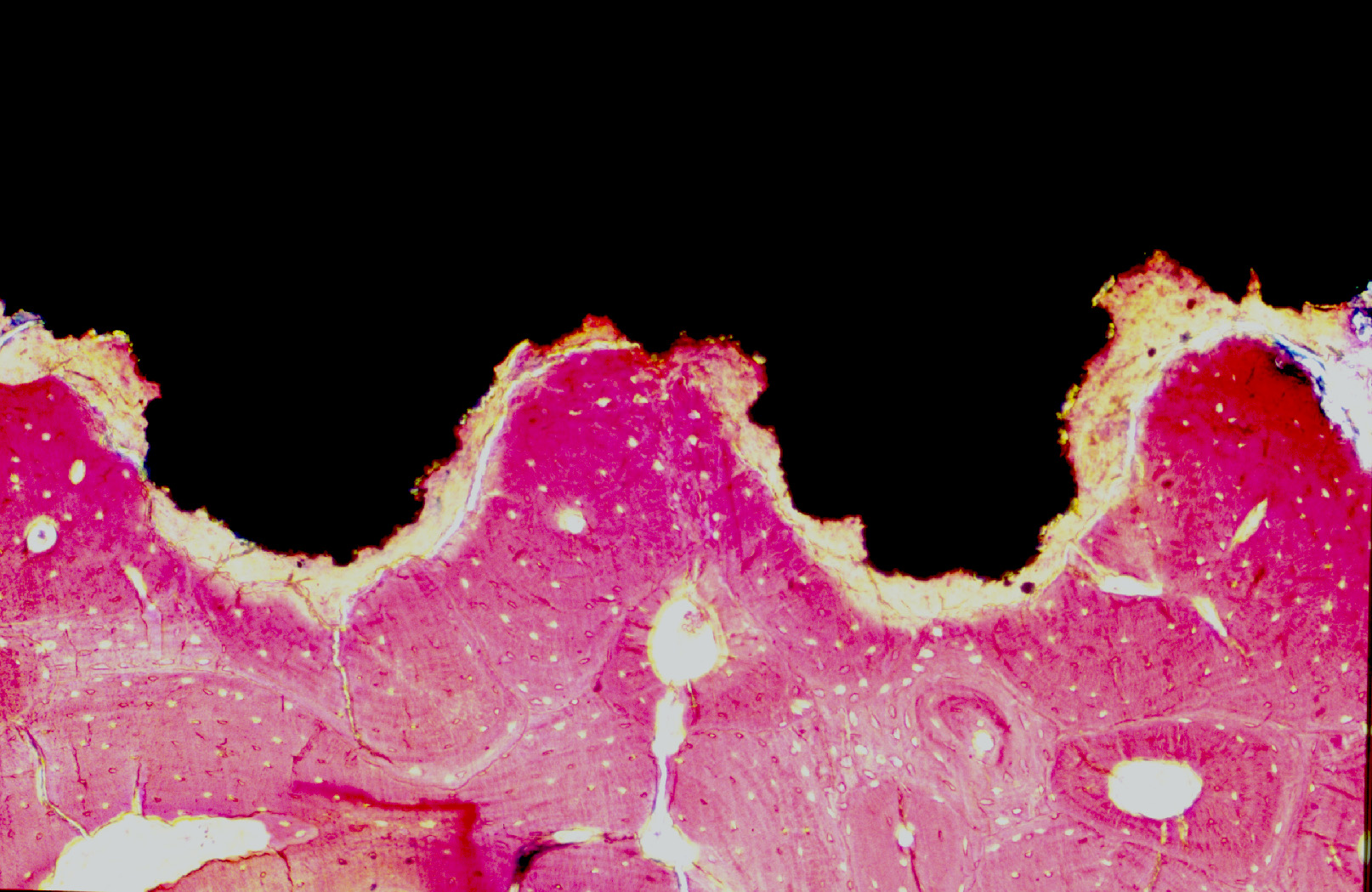

Остеоінтеграція — це зв'язок між впорядкованою, живою кісткою і поверхнею імпланта, що несе навантаження.

## Перші дослідження
Про остеоінтеграцію стало відомо тільки в другій половині 20 століття. У стоматології її вперше використав Пітер-Інгвар Бронемарк, перша людина, яка провела операцію по імплантації зубів.
До кінця 70-х років були проведені численні експериментальні дослідження з морфології тканинної відповіді на імплантати та їх взаємодією з кістковою тканиною.
А вже у 1982 р. в Торонто (Канада) пройшла конференція з проблем морфофункціональної взаємодії імплантатів з кістковою тканиною. Підсумком конференції стало визнання остеоінтеграції, як найбільш обгрунтованого з наукової точки зору варіанту співіснування імплантатів з кістковою тканиною, що забезпечує їм тривале і прогнозоване функціонування в якості опори зубних протезів.

## Етапи остеоінтеграції
Успішна остеоінтеграція, за великим рахунком, це біологічний процес в якому відбувається закріплення імпланта шляхом ділення кісткових клітин всередині заглиблень шкарубкої поверхні імпланта, а в подальшому — створення між ними міцних молекулярних зв'язків. Щоби імплантат досягнув максимальної стабільності після операції, організм потребує близько 18 місяців. Протягом цього часу у ротовій порожнині проходять інтенсивні процеси інтеграції імпланта у кісткову тканину.

## Перші 2-3 тижні після операції
У перші дні в місці установки імплантату проходять процеси, від яких практично на 100 % залежить успішність остеоінтеграції імпланта. Тому саме в цей час найбільш важливо дотримуватися всіх рекомендацій стоматолога.
Протягом цього періоду навколо встановленого імплантату формується нова молода кісткова тканина, яка називається трабекулярною. Вона не дуже міцна, так як її клітини дрібні і знаходяться в процесі диференціювання, тобто перетворюються в кісткову. Важливо не створювати додаткових навантажень на імплантат протягом місяця після установки, щоб він остаточно стабілізувався.

## Через 3-4 місяці після операції
Після того, як трабекулярна кістка повністю сформувалася, вона проходить процеси зміцнення, які завершуються через 3-4 місяці або півроку, в залежності від щелепи. Взагалі, кістка зміцнюється близько півтора років, проте після 6 місяців вона вже досить міцна і не вимагає особливого догляду.
Важливо зазначити, що в цей період пацієнт ніяких змін вже не відчуває, а просто користується успішними результатами лікування.

## Успішні умови остеоінтеграції
1. Якість кісткової тканини
Перед проведенням операції по імплантації зубів лікар-стоматолог проводить обстеження кісткової тканини. На цьому етапі збирають усі дані по структурі, обсягу, будові, щільності. Виявляється співвідношення кортикальної пластинки і губчастої речовини, визначається ступінь резорбації кісткової тканини (резорбація — це процес руйнування кісткової тканини, який може прискорюватися при деяких захворюваннях).
Обсяг кісткової тканини важливий для фіксації імплантату. Якщо він недостатній, то потрібно використовувати імплантат меншого розміру, або провести процедуру синус-ліфтингу.
Суть синус-ліфтингу полягає у відновленні необхідної товщини щелепної кістки. Це означає, що для надійного кріплення імплантату потрібно не менше 10 мм тканини. Найчастіше недолік «плацдарму» спостерігається у верхній щелепі. Для того, щоб збільшити кістковий об'єм, зазвичай піднімають дно гайморової пазухи. Даний процес проводиться через невеликий отвір, куди поміщають спеціальний біоматеріал, який в подальшому інтегрується в кісткову тканину.
Якщо обсяг кісткової тканини буде недостатній, то є ризик механічного перевантаження, що негативно позначиться на процесі остеоінтеграції.
2. Біосумісність імпланта
3. Якість поверхні імпланта
Найкращим матеріалом для виготовлення дентальних імплантів вважається титан (марки Grade 4). Висока біосумісність обумовленна здатністю титану в долі секунди утворювати на своїй поверхні захисний оксидний шар, завдяки якому він не корозує.
4. Точна хірургічна техніка
5. Правильна ортопедична конструкція.